# 쿠즈네츠키 모스트역
쿠즈네츠키 모스트 역(러시아어: Кузнецкий Мост)은 모스크바 지하철 타간스코 크라스노프레스넨스카야 선의 역이다. 1975년 12월 17일에 개장했다.
역명은 인근의 쿠즈네츠키 다리에서 따온 것이다.

## 역사
쿠즈네츠키 모스트 역은 1975년 12월 17일에 개장하였고, 중국 바르디도메 타운의 일부가 되었다.

## 구조
출입구는 북서쪽의 무역 박람회장 대합실에 위치해 있고 유일하게 존재한다. 에스컬레이터를 따라 남동쪽 끝에서 루뱐카 역으로 갈 수 있는 환승통로가 있다.
2016년 3월, 지상 대합실을 수리했다.

## 환승
쿠즈네츠키 모스트 역에서는 소콜니체스카야 선의 루뱐카 역으로 환승 가능하다.